# Sofia Mountains
Die Sofia Mountains, auch bekannt als Sofia University Mountains (englisch; bulgarisch планина Софийски Университет planina Sofijski Uniwersitet), sind ein Gebirge im Nordwesten der Alexander-I.-Insel westlich der Antarktischen Halbinsel. Es ist in nord-südlicher Ausrichtung 14 km lang, 5,5 km breit und im Mount Kliment Ohridski 1500 m hoch und ragt südsüdöstlich der Havre Mountains, südwestlich der Rouen Mountains, nordwestlich der Elgar Uplands, östlich des nördlichen Teils der Lassus Mountains und 6 km landeinwärts der Lasarew-Bucht auf. Begrenzt wird es nach Norden durch den Palestrina-Gletscher, nach Osten durch das Poste Valley, nach Südosten durch das Nichols-Schneefeld, durch den Gilbert-Gletscher nach Süden und durch den McManus-Gletscher nach Westen. Zu diesem Gebirge gehören der Balan Ridge und Mount Braun.
US-amerikanische Wissenschaftler kartierten es 1960. Eine britisch-bulgarische Mannschaft besuchte es 1988. Die bulgarische Kommission für Antarktische Geographische Namen benannte es 1989 nach der Universität Sofia anlässlich ihres hundertjährigen Bestehens. Die englischsprachige Langform der Benennung wurde 1991 vom UK Antarctic Place-Names Committee in Übereinstimmung mit dem Advisory Committee on Antarctic Names gekürzt.